# Dyer Lum

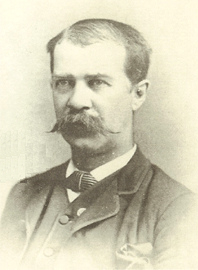
Dyer Lum

Dyer Daniel Lum (* 15. Februar 1839 in Geneva, New York; † 5. oder 6. April 1893 in New York City) war ein US-amerikanischer Anarchist und Dichter. Er war führender Anarchosyndikalist und Lebenspartner und Mentor der frühen Anarchafeministin Voltairine de Cleyre.
Lum war ein produktiver Autor und schrieb einige Kerntexte des US-amerikanischen Anarchismus. Er schrieb unter anderem in den Zeitschriften Mother Earth, Twentieth Century, Liberty (Benjamin Tuckers individualanarchistisches Magazin), The Alarm (Zeitschrift der IAA) und The Open Court. Nach der Verhaftung Albert Parsons gab Lum The Alarm von 1892 bis 1893 heraus.

## Leben
Lum stammte aus der Tappan-Familie (siehe Benjamin Tappan); sein Großvater war Revolutionär und Mitarbeiter von Samuel Gompers. In der Hoffnung, die Sklaverei zu beenden, trat er freiwillig in die Streitkräfte der Nordstaaten während des Bürgerkriegs ein. Er diente in der Fourteenth New York Cavalry und focht später als Hauptmann in der Red River Campaign. Als ausgebildeter Buchbinder wurde er nach Ende des Bürgerkriegs Aktivist der Arbeiterbewegung und kandidierte 1876 als Vizegouverneur von Massachusetts gemeinsam mit dem Abolitionisten Wendell Phillips.
Lum wurde 1877 bekannt, als er eine Zeit lang als Sekretär des Kongresskomitees durch die USA reiste, der die Depression der Arbeit untersuchen sollte. Zwischen 1880 und 1892 verfocht er Gewalt und die Gewerkschaftsbewegung und war in späteren Jahren treibende Kraft der Unterstützung Alexander Berkmans nach dessen Attentat auf Henry Clay Frick.
Lum tötete sich 1893 im Summit Hotel in Manhattan, nachdem er unter schweren Depressionen gelitten hatte. In zeitgenössischen anarchistischen Zeitschriften wurde der Grund für seinen Tod mit Herzverfettung angegeben.

## Beziehung zu de Cleyre
Als Lum Voltairine de Cleyre traf, war er 27 Jahre älter als sie und hatte ein Leben mit vielen Erfahrungen hinter sich. Sie bildeten eine unerschütterliche Freundschaft und Lum hatte einen tiefen Einfluss auf Voltairine de Cleyres politische Entwicklung, die sich aus einer anderen Strömung gespeist hatte. Sie war ursprünglich strikte Individualistin und solidarisierte sich durch ihn rasch mit der radikalen Arbeiterbewegung und forderte einen panarchistischen Anarchismus ohne Adjektive. Ihre Beziehung endete nach fünf intensiven Jahren, ohne dass ihr geplantes Gemeinschaftsprojekt, ein ausführlicher sozialer und politischer anarchistischer Roman, veröffentlicht wurde.

## Beteiligung an der Haymarket Affair
Lum war eng mit den Märtyrern der Haymarket Affair in Chicago 1886 verbunden und arbeitete mit ihnen zusammen. In einem Essay von 1891 schrieb er, dass August Spies den Militanten eine Nachricht geschickt habe, in der er sie aufforderte, keine Waffen zum Haymarket mitzubringen. Diese Anweisung wurde nicht befolgt. Lum schrieb „ein Mann missachtete die Aufforderung, allzeit selbstbestimmt, agierte er auf eigene Verantwortung und schlachtete lieber selbst, als dem spirituellen Gebot zu folgen, als ‚Lamm zur Schlachtbank geführt‘ zu werden“ Lum versicherte, dass die acht Angeklagten nichts von dem Bombenwerfer gewusst hätten und seine Identität nicht kannten, obwohl sie zwei von ihnen, George Engel und Adolph Fischer, nach Angaben Paul Avrichs wahrscheinlich bekannt war. In Lums Bericht wird erwähnt, dass der Name des Bombenwerfers „nie im Gericht erwähnt wurde und bis heute der Öffentlichkeit unbekannt ist“ Paul Avrich bezeugte, dass Lum Albert Parsons dazu brachte, Milde abzulehnen und plante, die gefangenen Anarchisten mit Sprengstoff aus dem Cook–County–Jail zu befreien. Nach de Cleyre unterstützte er später den Freitod Louis Linggs, in dem er den nötigen Sprengstoff, versteckt in einer Zigarre, in seine Zelle schmuggelte.

## Denken
Lums Politische Philosophie war eine Verbindung von individualanarchistischer Ökonomie – eine radikalisierte Form der Laissez-faire-Wirtschaft, inspiriert durch die Bostoner Anarchisten – und radikaler Gewerkschaftsorganisation, ähnlich der der zeitgenössischen Chicagoer Anarchisten. Lums Ideen wurden verschiedentlich entweder als individualanarchistisch, syndikalistisch, mutualistisch, anarchokommunistisch und als Anarchismus ohne Adjektive beschrieben. Herbert Spencer und Pierre-Joseph Proudhon beeinflussten Lum stark in seiner individualistischen Tendenz. Er entwickelte eine mutualistische gewerkschaftlich orientierte Theorie, war bei den Knights of Labor aktiv und vertrat später bei der American Federation of Labor antipolitische Strategien.
Enttäuschungen mit dem Abolitionismus, Spiritualismus und Reformismus brachten Lum dazu, sich dem Anarchismus zuzuwenden und Arbeiter zu radikalisieren. Er war überzeugt davon, dass in einer Revolution militante Kämpfe zwischen der arbeitenden und der besitzenden Klasse unumgänglich seien und so trat er in der Hoffnung, der Sklaverei ein Ende bereiten zu können, freiwillig in die Streitkräfte der Nordstaaten ein.

## Werke
- Dyer Lum: Social Problems of Today Or The Mormon Question in Its Economic Aspects: A Study of Co-operation and Arbitration in Mormondom, from the Standpoint of a Wage-worker. 1886
- Dyer Lum: The Economics of Anarchy - A Study of the Industrial Type. 1890